# Autobest
Autobest là một tổ chức đánh giá & ban giám khảo ô tô châu Âu được thành lập vào năm 2000 tại Bucharest, Romania bởi các nhà văn hàng đầu về ô tô đến từ 31 quốc gia của châu Âu

## Lịch sử
Tháng 10 năm 2021, Autobest hợp tác VinFast nhằm thúc đẩy phát triển xe chạy điện.

## Giải thưởng
Giải thưởng Autobest Best buy car of Europe nhằm tôn vinh chiếc xe tốt nhất cho khách hàng, chứ không phải một chiếc xe công nghệ tiên tiến. Các mẫu xe được đánh giá trong tổng số 13 hạng mục, bao gồm giá cả, thiết kế, an toàn, các đặc tính lái xe như ổn định và thoải mái, các đặc tính kỹ thuật như tiêu thụ và thân thiện với môi trường, phân phối mạng lưới bán hàng và dịch vụ, tính khả dụng và giá cả của các bộ phận.
1. 2002: Škoda Fabia Sedan[5]
2. 2003: Citroën C3[6]
3. 2004: Fiat Panda[7]
4. 2005: Dacia Logan[8]
5. 2006: Kia Rio[9]
6. 2007: Opel Corsa[10]
7. 2008: Fiat Linea[11]
8. 2009: Renault Symbol[12]
9. 2010: Chevrolet Cruze[13]
10. 2011: Dacia Duster[14]
11. 2012: Hyundai Elantra[15]
12. 2013: Ford B-Max[16]
13. 2014: Hyundai i10[17]
14. 2015: Opel Corsa E[18]
15. 2016: Fiat Tipo[19]
16. 2017: SEAT Ateca[20]
17. 2018: Citroën C3 Aircross[21]
18. 2019: Citroën Berlingo & Opel Combo[22]
19. 2020: Opel Corsa F[23]
20. 2021: SEAT León[24]
21. 2022: Dacia Spring
22. 2023: Renault Austral

### Ngôi Sao Mới
Giải "Ngôi Sao Mới" (A Star Is Born) bắt đầu trao từ năm 2018, với đơn vị nhận giải đầu tiên là VinFast tại Triển lãm xe hơi Paris 2018.
1. 2018: VinFast (LUX A2.0 & SA2.0)
2. 2019: Lynk & Co.[26]
3. 2020: Citroën Ami[27][28]